# أدادينة
أدادينة (الاسم العلمي:Carlininae) هي عمارة نباتية تتبع فصيلة النجمية من رتبة النجميات.

## أجناسها
- أداد (الاسم العلمي: Carlina)
- جلوة (الاسم العلمي: Atractylis)
- جلوانية (الاسم العلمي: Atractylodes)
- ثفنوتية (الاسم العلمي: Thevenotia)
- توغارينية (الاسم العلمي: Tugarinovia)